# Eugenio Tironi
Eugenio Tironi Barrios (Santiago, 6 de noviembre de 1951) es un sociólogo, ensayista, empresario y consultor chileno. Miembro de número de la Academia de Ciencias Sociales, Políticas y Morales del Instituto de Chile. Socio y presidente de TIRONI, una consultora de comunicación estratégica, con 30 años de trayectoria. Profesor de la Escuela de Gobierno de la Universidad Católica. Columnista regular del diario El Mercurio.

## Biografía
Estudió en el Saint George's College, de donde egresó en 1969 para estudiar arquitectura en la Pontificia Universidad Católica de Chile; se retiró después de dos años para estudiar sociología en la misma Universidad. Con el golpe de Estado del 11 de septiembre de 1973, abandonó sus estudios para ocupar un alto puesto en la dirección del Movimiento de Acción Popular Unitaria (MAPU), partido que había formado parte del gobierno de Salvador Allende. En 1975 fue enviado a dirigir el frente exterior del MAPU, lo que le condujo a trasladarse a París (Francia) y posteriormente a Ciudad de México.
Regresó a Chile en 1979, cuando se integró como investigador al programa de economía del trabajo de la Academia de Humanismo Cristiano y al llamado Grupo de los 24, el primer esfuerzo por unir a la oposición a Augusto Pinochet. En paralelo, comenzó a escribir en las revistas Mensaje, Apsi, Análisis y Hoy. Junto con José Bengoa, Rodrigo Vera y Francisco Vergara, fundó la organización no gubernamental SUR, volcada a la investigación y el apoyo de los nuevos movimientos sociales.
Fue uno de los líderes de la llamada «renovación socialista», y escribió numerosos artículos sobre el tema contenidos en la revista Proposiciones. Fue uno de los impulsores de la «convergencia socialista», el vehículo a través del cual el MAPU y otros partidos de la izquierda no comunista confluyeran en el Partido Socialista y la plataforma sobre la cual se levantó el liderazgo de Ricardo Lagos.
En 1983 volvió a París a realizar un doctorado en sociología en la Escuela de Altos Estudios en Ciencias Sociales (EHESS), bajo la tutela de Alain Touraine. Su tesis de doctorado, Autoritarismo, modernización y marginalidad, pretendió hacer una «sociología del Pinochetismo».
De regreso a Chile, se volcó a la investigación sobre los «pobladores» (habitantes de los barrios periféricos de Santiago y otras grandes ciudades) en colaboración con el sociólogo francés François Dubet usando el método de la «intervención sociológica» de Touraine. En paralelo creó, junto con Juan Gabriel Valdés (ILET) y Mariano Fernández (CED), un grupo llamado CIS, que se abocó desde 1986 al diseño de una estrategia para derrotar a Pinochet en el plebiscito nacional de Chile de 1988. En el CIS participaron también Guillermo Campero, Javier Martínez, Carlos Vergara y Eugenia Weinstein. Contó con la colaboración de la firma de consultoría estadounidense Sawyer & Miller, a través de Mark Malloch Brown, Ed Reilly, Peter Schechter y Joe Click.
Mantuvo una estrecha interacción con los dirigentes políticos de la oposición para conseguir que estos aprobaran la estrategia de participar en el plebiscito con un mensaje pacífico e integrador, y se unieran en una coalición amplia para superar la polarización que desembocó en el golpe militar de 1973. Este esfuerzo fue coronado el 2 de febrero de 1988, cuando se fundó la Concertación de Partidos por el No, y Tironi se incorporó al comité técnico de la campaña. Publicó Los silencios de la Revolución (1988), en respuesta a La Revolución silenciosa, lanzado masivamente meses antes por Joaquín Lavín. Ambos libros fueron usados como «relatos» estructurantes de las campañas del No y del Sí, respectivamente. Esto le condujo a ser director de contenidos de la exitosa franja de televisión en la campaña de la opción No en el plebiscito de 1988, que fue llevada al cine por el director Pablo Larraín.
Con el retorno de la democracia, fue un estrecho colaborador del presidente Patricio Aylwin (1990-1994), en cuya administración fue director de comunicaciones. Después de dejar el gobierno en marzo de 1994, fundó TIRONI, empresa consultora en temas de cultura organizacional, identidad y comunicación, gestión de controversias, diseño estratégico y asuntos públicos. Esto le ha significado estar involucrado en numerosos temas y conflictos corporativos, como el ingreso a Chile del gas natural desde Argentina a fines de los años 1990, la denuncia a McDonald's por SHU en octubre de 2001, el ingreso de Endesa España a Chile, y el “Caso cisnes” que afectó a la empresa Arauco en Valdivia, entre otros.
A fines de 1999, fue llamado por Ricardo Lagos para hacerse cargo de su campaña comunicacional en la segunda vuelta presidencial, cuando salió electo. En 2009 fue asesor en comunicaciones de la campaña presidencial de Eduardo Frei Ruiz-Tagle.
Desde 2002 ha sido columnista regular del diario El Mercurio.  Fue director de ENERSIS. Recibió el premio de Excelencia Periodística (mención columnas) de la Universidad Alberto Hurtado en 2011. En 2014 la revista eGlobal lo eligió entre los 50 intelectuales latinoamericanos más influyentes. En julio de 2015, la Academia de Ciencias Sociales, Políticas y Morales del Instituto de Chile lo incorporó como miembro de número.
Ha sido profesor del Instituto de Sociología de la Universidad Católica de Chile, de la Universidad Sorbona Nueva - París 3 en Francia, de la Universidad de Notre Dame en los Estados Unidos. Actualmente es profesor e integrante del Consejo Asesor Externo de la Escuela de Gobierno de la Universidad Católica de Chile. Es además director de Gestión Social, S. A. y miembro del Consejo Directivo de Elige Educar.

## Ensayista
Es autor, coautor o editor de más de 30 libros que tratan sobre una variedad de temas, entre estos: La crisis de la izquierda y la renovación socialista, Los cambios de la sociedad chilena por efecto de la mercantilización y el autoritarismo, Clases y movimientos sociales; integración y cohesión social, Los soportes sociológicos de Pinochet, Medios de comunicación y autoritarismo, La transición chilena a la luz de las sociedades europeas y de Estados Unidos, Felicidad y condiciones socio-económicas, Evolución política chilena, Comunicación estratégica, Gestión de controversias y justificaciones, Cambios en la empresa y el capitalismo post-Friedman, Ciencia, política, empresa e intuición y Educación.

## Libros
- (2020) Hacer de la caída un paso de danza. ¿Qué pueden aprender las organizaciones de la pandemia? Santiago de Chile: Ediciones ABIERTA.
- (2020) El Desborde. Vislumbres y aprendizajes del 18-O. Santiago de Chile: Editorial Planeta
- (2018) Controversias. Fundamentos, Desarrollos, Críticas. Santiago de Chile: Ediciones ABIERTA.
- (2016) Pobladores. Luchas sociales y democracia en Chile (con Francois Dubet, Vicente Espinoza y Eduardo Valenzuela). Santiago de Chile: Editorial Universidad Alberto Hurtado.
- (2016) ¿Por qué no me creen?. De "en la medida de lo posible" a la "retroexcavadora". Santiago de Chile: UQBAR.
- (2016) La felicidad no es cosa de otro mundo. Santiago de Chile: Editorial Planeta.
- (2015) La Lección. Qué podríamos aprender de las peripecias de la reforma educacional. Santiago de Chile: El Mercurio-Aguilar.
- (2014) Apología de la Intuición. O como comprender el desprestigio de la democracia y la empresa. Santiago de Chile: Editorial Planeta.
- (2013) Adaptación: la empresa chilena después de Friedman. Santiago de Chile: UQBAR.
- (2011) ABIERTA: Gestión de Controversias y Justificaciones. Santiago de Chile: UQBAR.
- (2011) ¿Por qué no me quieren?. Del Piñera Way a la rebelión de los estudiantes. Santiago de Chile: UQBAR.
- (2009) Radiografía de una Derrota. Santiago de Chile: UQBAR.
- (2008) La Cohesión Social Latinoamericana. Santiago de Chile: Compactos CIEPLAN- UQBAR.
- (2008) Redes, Estado y Mercados. Soportes de la cohesión social latinoamericana (editor). Santiago de Chile: UQBAR- CIEPLAN.
- (2008) Palabras Sueltas. Santiago de Chile: El Mercurio - Aguilar.
- (2006) Crónica de Viaje. Chile y la Ruta a la Felicidad. Santiago: El Mercurio – Aguilar.
- (2006) El Eslabón Perdido. Familia, modernización y bienestar en Chile (Editor, junto con J. Samuel Valenzuela, Timothy R. Scully C.S.C.). Santiago: Taurus.
- (2005), El Sueño Chileno. Comunidad, familia y Nación. Santiago: Aguilar (segunda edición 2007).
- (2004), Comunicación Estratégica. Vivir en un mundo de señales (con Ascanio Cavallo). Santiago: Taurus (segunda edición corregida y aumentada 2007).
- (2002), El Cambio está Aquí, La Tercera – Mondadori, Santiago.
- (1999), La Irrupción de las Masas y el Malestar de las Élites, Ediciones Grijalbo, Santiago.
- (1998), El Régimen Autoritario. Para una sociología de Pinochet, Ediciones Dolmen, Santiago.
- (1994a), 1990-1994, La Cultura Chilena en Transición (con A.M.Foxley), Secretaría de Comunicación y Cultura, Santiago.
- (1994b), Os actores sociais no novo mundo do trabalho (con Guillermo Campero, Angel Flisfisch y Victor E. Tokman), L Tr Editora/ OIT, Sao Paulo.
- (1993a), Después de Marx (con Clodomiro Almeyda, Jaques Chonchol y Antonio Leal), DOCUMENTAS/Estudios, Santiago.
- (1993b), Los Actores Sociales en el Nuevo Orden Laboral (con Guillermo Campero, Angel Flisfisch y Victor E. Tokman), Ediciones Dolmen, Santiago. Versión en portugués: "Os actores sociais no novo mundo do trabalho". Sao Paulo: LTr Editora / OIT.
- (1990a), Autoritarismo, Modernización y Marginalidad - El Caso de Chile 1973 1989, SUR, Santiago.
- (1990b), Personajes y Escenarios en la Violencia Colectiva (con Javier Martínez y Eugenia Weinstein), SUR, Santiago.
- (1990c), La Invisible Victoria. Campañas Electorales y Democracia en Chile, SUR, Santiago
- (1989), Pobladores. Luttes Sociales et Democratie au Chili (con F. Dubet, V. Espinoza y E. Valenzuela), L'Harmattan, París.
- (1988), Los Silencios de la Revolución. Chile: la otra cara de la modernización, Editorial La Puerta Abierta, Santiago.
- (1987), Pinochet. La Dictadure néo-libérale, Cetral - L'Harmattan, París.
- (1986), El Liberalismo Real. La sociedad chilena y el régimen militar, SUR, Santiago.
- (1985), Las Clases Sociales en Chile. Cambio y estratificación, 1970-1980 (con J. Martínez), SUR, Santiago.
- (1984), La Torre de Babel. Ensayos de crítica y renovación política, SUR, Santiago.

## Artículos
- (2007) “Cohesión social: una visión desde América Latina” (con Bernardo Sorj), Pensamiento Iberoamericano, No 1, 2.ª época, AECI – Fundación Carolina, Madrid – España.
- (2007) “Las tres rupturas de Chile”, Letras Libres, México - España, septiembre de 2007.
- (2007) “Cohesión social en Chile. El retorno de un viejo tema”, Quórum, Revista Iberoamericana – Universidad de Alcalá, España, verano de 2007.
- (2003), “¿Es Chile un país moderno?” (con la colaboración de Tomás Ariztía), en Cuanto y cómo cambiamos los chilenos. Los Censos 1992 y 2002. Instituto Nacional de Estadísticas - Cuadernos Bicentenario, Santiago.
- (2001), “Clivajes políticos en Chile: perfil sociológico de los electores de Lagos y Lavín” (con Felipe Agüero y Eduardo Valenzuela), Revista Perspectivas (Departamento de Ingeniería Industrial, Universidad de Chile), vl. 5, n.º 1, 2001, Santiago.
- (2000a), “The Modernization of Communications: The Media in the Transition to Democracy in Chile” (with Guillermo Sunkel), Democracy and the Media, A comparative Perspective, Richard Gunther and Anthony Mughan (eds.), Cambridge University Press: 2000.
- (2000b), “Chile under the Lagos´Administration”, America´s Insight, The Institute of the Americas, San Diego, U.S.A.
- (1999a), “¿Sobrevivirá el nuevo paisaje político chileno?” (con Felipe Agüero), Estudios Públicos n.º 74, otoño 1999, Santiago.
- (1999b), “Chili: quel avenir pour le nouveau paisaje politique?” (con Felipe Agüero), Problèmes d´Amérique Latine n.º 35, París.
- (1999c), “Ser Liberal”, Anuario de Filosofía Jurídica y Social, Santiago.
- (1998a), “Votantes, partidos e información política: la frágil intermediación política en el Chile post-autoritario” (con Felipe Agüero, Eduardo Valenzuela, Guillermo Sunkel), Revista de Ciencia Política, Instituto de Ciencias Política Pontificia Universidad Católica, Vol XIX, No.2, Santiago, Chile.
- (1998b), “La sociedad como lugar de vida moral. Una aproximación a la sociología de Durkheim”, Estudios Públicos n.º 71, invierno 1998, Santiago.
- (1994), "Una mirada retrospectiva: entrevista a Don Patricio Aylwin Azócar" (con José Bengoa).
- (1994)."Cultura y comunicaciones en una época de transición: Chile 1990-1993", en Cultura y Política Cultural en Iberoamérica. Madrid: Cedeal.
- (1993), “Modernización de las Comunicaciones y Democratización de la Política” (con G. Sunkel), Estudios Públicos N.º 52, primavera 1993, Santiago, Chile.
- (1991), “Actores Sociales y Ajuste Estructural”, (con R.A. Lagos), Revista de la CEPAL N.º 44, Santiago, Chile.
- (1990), "Crisis, desintegración y modernización", Santiago.
- (1989)  "La acción sindical en los sectores metalmecánico y cuprífero", Santiago.
- (1988a), “La invisible victoria (Los chilenos y el plebiscito)”, Proposiciones N.º 16, Santiago.
- (1988b), “La enfermedad del miedo”. Revista ILET N.º 1, Santiago.
- (1988c), “Por la Modernidad”, David y Goliath Nº53, Buenos Aires.
- (1988d), “La Marginalidad en los Años Ochenta. Situación y actitudes de los pobladores de Santiago de Chile”, CEPAL, LC/R.633, Santiago.
- (1988e), “Chile en la post-crisis. Estado subsidiario y fragmentación social” (con P. Vergara y R. Baño), F. Calderón y M. Dos Santos (compiladores), Democratización/Modernización del Estado y Actores sociopolíticos, Clacso, Buenos Aires.
- (1987a), “La protesta de los marginales: ¿ruptura o participación?”, Nueva Sociedad N.º 90, Caracas.
- (1987),  "Marginalidad, movimientos sociales y democracia", Proposiciones N° 14, Santiago.
- (1987b), “Protesta, pobladores y democracia”, Revista de Cieplan N.º 9, Santiago.
- (1987c), “Pobladores e Integración Social”, Proposiciones N.º 14, Santiago.
- (1987d), “El otro Santiago, Resumen de la Encuesta Sur 1985” (con A. Rodríguez), Proposiciones N.º 13, Santiago.
- (1987e), “Concertación y violencia: una nota técnica”, Proposiciones N.º 13, Santiago.
- (1986A), “El fantasma de los pobladores”, Estudios Sociológicos Vol. IV, N.º 12, El Colegio de México, México DF.
- (1986b), “Para una sociología de la decadencia”, Proposiciones N.º 12, Santiago.
- (1986c), “La idea de Chile”, (con J. Martínez), Revista de Cieplan N.º 9, Santiago.
- (1986d), “La revuelta de los pobladores. Integración social y democracia”, Nueva Sociedad N.º 83, Caracas.
- (1986e), “Cambios en la estratificación social entre 1970 y 1980”, (con J. Martínez); en F. Zapata (compilador), Clases Sociales y Acción Obrera en Chile, Colección Jornadas, El Colegio de México México DF.
- (1984),  ”La estratificación social en Chile” (con J. Martínez), Pensamiento Iberoamericano N.º 6, Madrid.
- (1983a), “Consenso, crisis y reedificación democrática”, Proposiciones N.º 10, Santiago.
- (1983b), “Anotaciones acerca del cambio social y la política”, Proposiciones N.º 8, Santiago.
- (1983c), “La refundación teórica del socialismo y la temática neo-liberal”, Proposiciones N.º 7, Santiago.
- (1983d), “La clase obrera en el nuevo estilo de desarrollo. Un enfoque estructural” (con J. Martínez), Revista Mexicana de Sociología año XLIV, Vol. XVIV N.º 2, México DF.
- (1983e), “La jibarización de la clase obrera” (con J. Martínez), Proposiciones N.º 5, Santiago.
- (1982)   "A modo de conclusión: solidaridad como una idea de Chile", Proposiciones Vol. 5, Santiago.
- (1981a), “La idea de Chile” (con J. Martínez), Proposiciones N.º 4, Santiago.
- (1981b), “Trois mythes en vogue”, Amerique Latine N.º 6, París.
- (1981c), “Inventario”, Proposiciones N.º 2, Santiago.
- (1981d), “Sobre el nuevo estilo de desarrollo capitalista chileno” (con M. Schkolnik), Proposiciones N.º 1, Santiago.

## Artículos de divulgación
- (1989a), “Los pobres y la transición a la democracia”, Mensaje N.º 385, Santiago.
- (1989b), “La publicidad política irrumpe en Chile”, Cauce N.º 220, Santiago.
- (1989c), “Un rito de integración”, La Campaña del No vista por sus creadores, Editorial Melquíades, Santiago.
- (1988a), “La franja del No”, Convergencia N.º 14, Santiago.
- (1988b), “La acción colectiva de obreros y pobladores”, Chile en el umbral de los noventa (J. Gazmuri, editor), Editorial Planeta, Santiago.
- (1988c)  ”Los chilenos y el plebiscito. Un enfoque psicosocial”, Mensaje N.º 367, Santiago, (también en Socialismo y Participación Nº41, Lima).
- (1988d), “Sindicalismo y Concertación Social: Alcances Teóricos”, Política Económica y Actores Sociales, OIT-PREALC, Santiago.
- (1987a), “Le interpretazioni della crisi”, Autoritarismo e democrazia in Cile, A. Cuevas (a cura di), Edizioni Lavoro, Roma.
- (1987b), “I mutamenti nella stratificazione sociale” (con J. Martínez), Autoritarismo e democrazia in Cile, A. Cuevas (a cura di), Edizioni Lavoro, Roma.
- (1987c), “Por la Modernidad. Comentario al libro de A. Foxley, Chile y su Futuro”, Colección Estudios Cieplan N.º 22, Santiago.
- (1987d), “Pobladores: la demanda por participación”, Mensaje N.º 350, Santiago.
- (1986), “¿Por qué se mantiene el régimen militar?”, Mensaje N.º 353, Santiago.
- (1985a), “El fantasma de los pobladores”, Mensaje N.º 345, Santiago.
- (1985b), “El problema de la democracia”, Mensaje N.º 339, Santiago.
- (1984a), “Concertación social y acuerdo democrático”, Alamedas N.º 1, Roma.
- (1984b), “Concertación social y acuerdo democrático”, Mensaje N.º 326, Santiago.
- (1983a), “Reflexiones acerca del cambio social y la política”, Mensaje N.º 321, Santiago.
- (1983b), “La segunda renovación. Renovación socialista y neo-liberalismo”, Chile-América, Roma.
- (1983c), “La coyuntura chilena”, Cuadernos de Marcha N.º 19, México DF.
- (1983d), “Inventario de la crisis de la izquierda”, Análisis, Santiago.
- (1983e), “Los cambios estructurales y el movimiento obrero”, Debate-Cepal N.º 3, Santiago.
- (1980), “Nuevo escenario y oposición”, Análisis, Santiago.
- (1979), “Sólo ayer eramos dioses”, Análisis, Santiago.